# 反義RNA

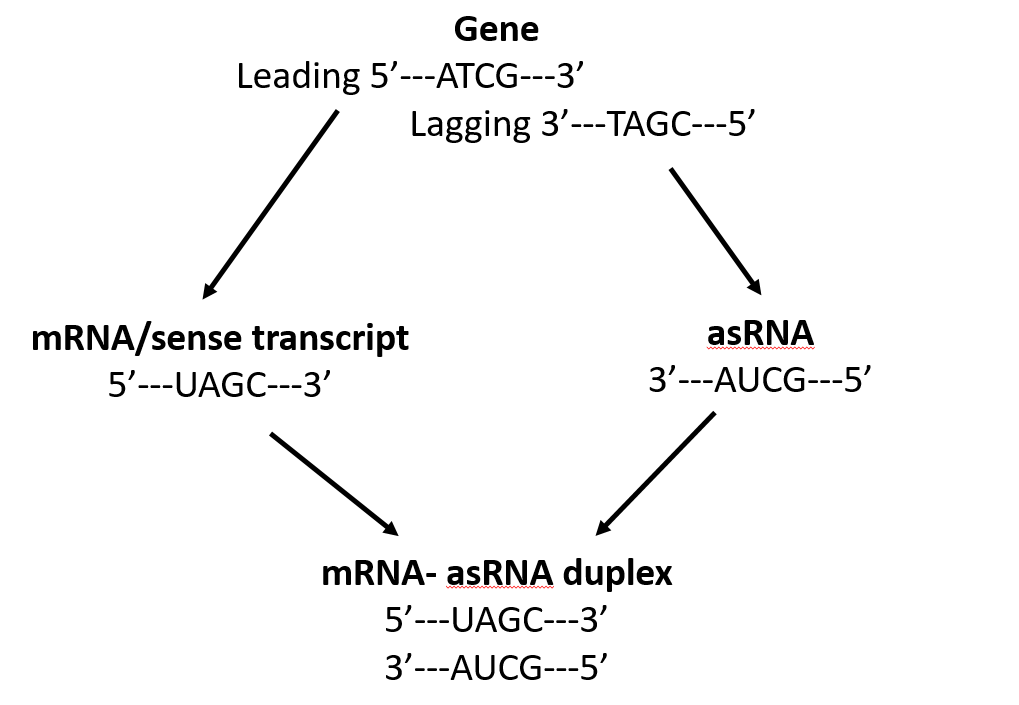
反義RNA的生成

反義RNA（Antisense RNA, 常縮寫爲asRNA），是一種與轉錄產物mRNA（信使RNA）互補的單鏈RNA。部分學者亦將這類RNA稱爲「micRNA」（mRNA干擾互補RNA），但此名稱並未得到廣泛使用。
反義RNA可通過與mRNA結合來抑制轉譯的進行。可通過化學計量來測定反義RNA的抑制效果。大腸桿菌的R1质粒上的hok/sok系統就是反義RNA抑制轉譯的一個實例。反義RNA有很大的作治療疾病的藥物的潛力，惟目前此類藥物只有福米韋生進入市場。一位評論員這樣認爲：「反義RNA牽扯到一大堆技術，看上去『很華麗』，但商業價值卻低得可憐。」一般來說，目前設計反義RNA（藥物）的效率仍然不高，相關藥物的生物活性也不高。目前也沒有找到高效的給藥途徑。
反義RNA的起效與RNA干涉（RNAi）有關。只有真核生物具有RNA干涉過程。反義RNA和相應的mRNA形成雙鏈RNA片段爲RNA干涉過程的第一步。隨後，DICER酶能將上述的雙鏈RNA切成小段。這些小段的反義RNA鏈緊接着會與RNA誘導沉默複合體（RISC）結合，之後，後者便會與小段上的mRNA鏈連接，並將之降解。一些轉基因植物因能表達反義RNA，RNA干涉途徑處於激活狀態。因爲反義RNA的表達，RNA干涉會導致不同程度的基因沉默。比較著名的例子有Flavr Savr番茄以及兩種耐環斑的番木瓜。
長順式反義RNA的轉錄在哺乳動物中十分常見。儘管一些上述的反義RNA的功能已被闡明，比如Zeb2/Sipl反義RNA，但目前尚未發現這類RNA的一般功能。Zeb2/Sipl這一反義RNA在DNA上的對應區域爲與編碼Zeb2 mRNA的區域的5'端非編碼區域的一個內含子上的5'端剪切位點的相對的區域。反義非編碼RNA的表達可以阻止mRNA前體上一個內含子的切除，從而使得相應的mRNA無法與核糖體結合，Zeb2基因因而也就無法表達。長鏈反義非編碼RNA的編碼區域通常與相關蛋白質的編碼區域一致但更深入的研究表明，mRNA和反義非編碼RNA各自的表達模式相當複雜。